# Altruísmo recíproco
Na sociobiologia, altruísmo recíproco é um processo que favorece cooperação entre parceiros recíprocos. O termo foi proposto por Robert Trivers em um trabalho de 1971.
Ele se baseia em conceitos de economia e matemática como a teoria dos jogos (ver Dilema do prisioneiro), em que participantes de uma relação podem obter vantagens mútuas se cooperarem.

## Entendendo o Altruísmo Recíproco
É possível entender as relações entre os organismos como sendo jogos entre participantes. Assim, os jogos podem ser classificados de acordo com o saldo dos resultados obtidos pelos participantes. Existem jogos cuja soma é igual a zero (como o xadrez, por exemplo; para um participante ganhar, o outro necessariamente deve perder, isto é, -1 + 1 = 0); e jogos cuja soma é diferente de zero. Nesses últimos, quando ocorre cooperação entre os participantes, ambos podem ganhar. O Dilema do prisioneiro é um bom exemplo de jogo com a soma diferente de zero.

### Um exemplo hipotético
O Altruísmo Recíproco pode se manifestar entre indivíduos que não são estreitamente aparentados. Por exemplo, chimpanzés de um mesmo bando, que não pertençam a um mesmo núcleo familiar, podem obter vantagens na cooperação. Este é o caso da divisão da caça entre esses animais. O indivíduo que obteve sucesso na caça poderia, num ato egoísta, privar os outros indivíduos do alimento. Entretanto, se ele dividi-la com os outros, poderá receber favores e alimentos dos outros no futuro, podendo salvar sua vida em um momento de crise.

### Reconhecimento e memória
Para que o altruísmo recíproco evolua, algumas pré-adaptações devem estar presentes na população. O reconhecimento dos indivíduos é importante, pois torna possível os atos de cooperação direcionados. Sistemas visuais bem desenvolvidos ou o reconhecimento por odores e feromônios devem estar presentes em grupos em que o altruísmo recíproco evoluiu.